# Hanriot H.192
Le Hanriot H.192 était un avion d'entraînement biplace, construit en France dans l'entre-deux-guerres par les Aéroplanes Hanriot et Cie.

## Variantes
- Hanriot H.192B
- Hanriot H.192B